# پری‌شاهرخ سردوشی
پری‌شاهرخ سردوشی یا پری‌شاهرخ اپوله (نام علمی: Icterus cayanensis) نام یک گونه از سرده پری‌شاهرخ بر جدید است.